# Икебана
Икебана е японска система за подреждане на цветя.
Преди години това изкуство е било изучавано в училищата в Япония. Според древни китайски вярвания, изкуството на икебаната представлява уникална комбинация на човешкия дух и природата. Според историческите записки през V век будизмът е внесен в Япония, заедно с практиката за подреждане на цветя като част от молитвената церемония. При подреждането на цветята се спазва принципът на превъзходството, пропорционалността, хармонията и ритъма. Това представлява идеята за вечния кръговрат на живота.

## Произход
Историята на Икебана произлиза от приблизително преди 500 години и историята за Икенобо – най-старото училище за Икебана. Училището е създадено от свещеник от храма Рокакудо – Шиун Джи в Кйото, който бил толкова сръчен в подреждането на цветя, че бил търсен от други свещеници за помощ. Живял до река името, на която било Икенобо, името на реката се използвало за наречие на свещеници, които били специализирани в този вид олтарски подреждания на цветя.
Храмът Рокакуд бил издигнат през 587 г. от принц Шотоку. Казано е, че принц Шотоку търсел материали, за да построи храма Шитено. По време на това търсене един ден отишъл да се изкъпе в едно езеро, където закачил един Будистки амулет върху едно дърво. След като се изкъпал, пробвал да премахне амулета, но не успял. Същата вечер принца видял Буда в своят сън. Буда му рекъл да издигне храм до езерото при кедровото дърво под розов облак. От дървото Рокакудо храма бил построен да съхранява статуята на богинята Канон (Куан-Ин).

## Религия
На всяко цвете се приписва собствен характер и стойност. Правилното съчетаване изразява определен смисъл и стил. Това изкуство е високо ценено от образованите хора. Понеже икебаната подчертава духовността, личностните и морални качества на аранжиращия са от голямо значение.